# Batong

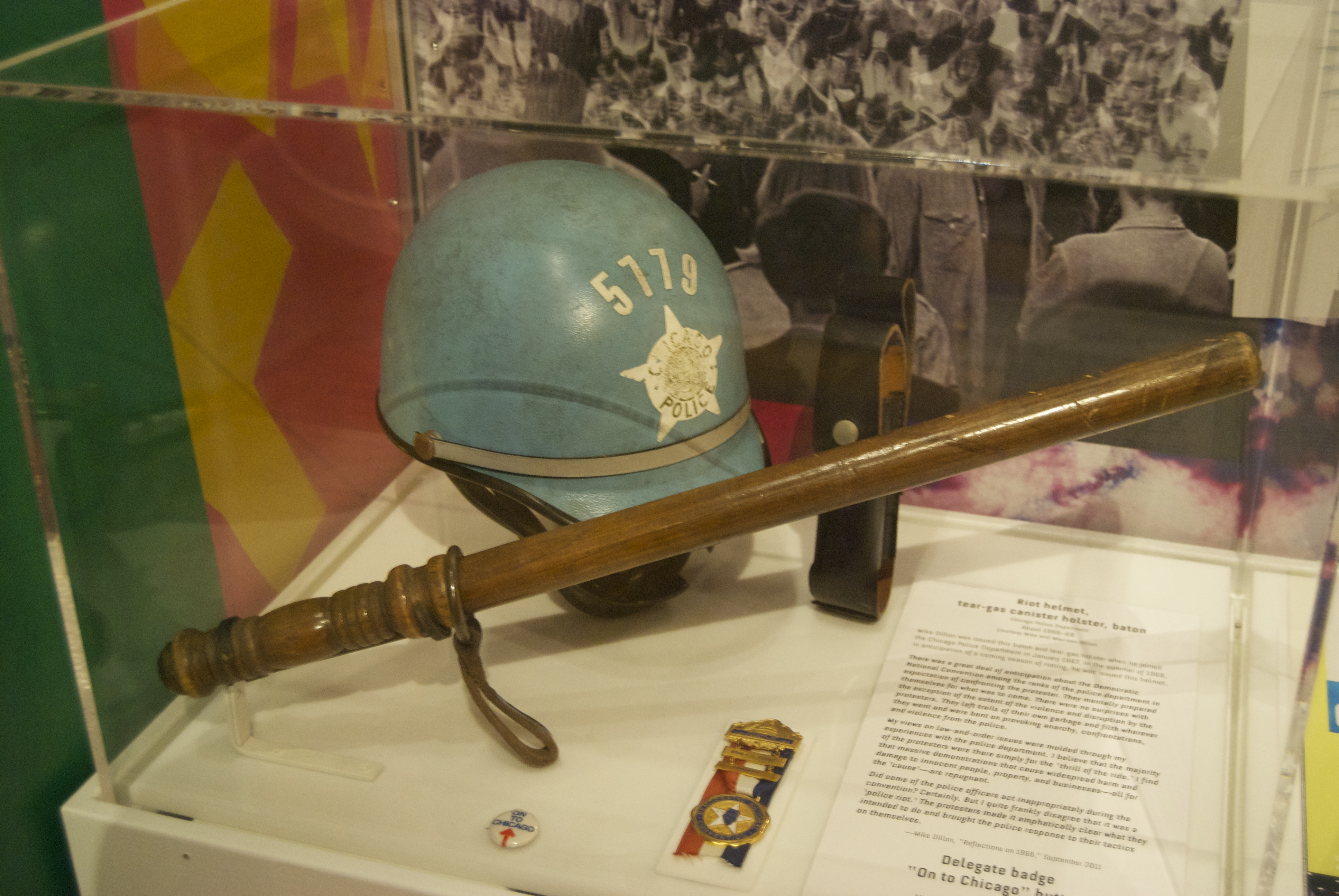
Klassisk batong i trä. Moderna batonger är teleskopiska och främst gjorda i metall.

Batong (från franska bâton, käpp, stav)  är ett slagvapen, vanligen tillverkat av hårdgummi med en metallisk kärna. Många varianter av batong finns: teleskopbatong, elbatong och fjäderbatong är de mest kända varianterna. Även den sydafrikanska flodhästpiskan är en variant av batongen. Batong ingår i polisens och fångvårdens beväpning i många länder. Till exempel i USA så använder polis och militärpolis batonger i hårdträ.

## Typer

### Blydagg
Blydagg (en. blackjack) är ett tillhygge som tidigare användes av polis.[källa behövs] I regel utgörs blydaggen av en påse fylld med blyhagel, fäst på ett skaft eller en rem. 

### Teleskopbatong
En teleskopbatong är en batongtyp som används av polis, kriminalvården, väktare och ordningsvakter i Sverige med flera. För bärandet, på allmän plats/utanför hemmet, krävs en specialutbildning och ett personligt tillstånd.
Batongtypen är byggd på så kallad teleskopteknik, vilket vill säga att den är utfällbar. Den avger ett distinkt ljud när man slår ut den och är tillverkad i fjäderstål. Till skillnad från den äldre gummibatongen som användes av svensk polis tidigare, så är syftet med teleskopbatongen att slå av muskelfibrerna i överarmar och ben. Den äldre gummibatongen orsakade oftare brutna ben samt stora blödningar i musklerna, vilket resulterade i väldigt lång återhämtningstid.
En annan fördel med teleskopbatongen är dess smidighet. Den tar liten plats när den förvaras i ett bälte och bärs hela tiden vilket gör den mer tillgänglig. Då den bärs på detta vis är den mindre synlig än de äldre gummibatongerna.
Under kravaller, där poliser oftast har en sköld, kan dock den gamla gummibatongen med stålkärna vara mer önskvärd då skölden försvårar att få tillräckligt moment i rörelsen för att ge önskad effekt med en teleskopbatong. Andra situationer där man kan behöva den äldre sortens batong är under vinterhalvåret, då till exempel dunjackor eller annan tjock vaddering kan stoppa effekten av teleskopbatonger.
Det finns ett flertal olika märken på teleskopbatonger, det enda märket som tidigare var godkänt av Rikspolisstyrelsen för användning är ASP 21/26 tum. Den 1 december 2010 blev även andra märken godkända i RPS nya FAP för Ordningsvakter då man införde ett typgodkännande i stället för att godkänna ett visst märke, detta innebär att även tillverkare som ESP, Bonowi och Monadnock blev godkända.

### Fjäderbatong
En fjäderbatong är en batong bestående av ett handtag och en fjädrande del. I ursprungsläget är den helt rak och ca 30 cm lång. Den fjädrande delen är ca 2 gånger längre än handtaget och kan svikta i samtliga vinklar från det ursprungliga läget. Existerar även i teleskoputförande där en del av den fjädrande delen ligger dold i handtaget.
Genom att höja batongen redo till slag och genast utföra slaget lagras energi i den fjädrande delen av batongen och frigörs vid anslag mot målet. Detta kan jämföras med piskans snärt. Den fjädrande delen upplevs som hård när tillräcklig rörelseenergi får verka på anslagsytan under kort tid (se även impuls). Detta medför också att batongen kan göras kortare än en utslagen teleskopbatong med bibehållen anslagskraft.

## Sverige
Batonger räknas som gatustridsmedel enligt knivlagen och får ej bäras på allmän plats. För bärandet krävs det att man är i tjänst, samt i vissa fall en specialutbildning och/eller ett personligt tillstånd.
I Sverige används teleskopbatonger av polis, militärpolis, kriminalvården, väktare, skyddsvakter och ordningsvakter.